# Merengue de Córdoba
Rafael Rodríguez Fernández, más conocido como Merengue de Córdoba (Córdoba (España), 29 de agosto de 1944) es un guitarrista flamenco.
Cursó estudios en la Universidad Laboral de Córdoba. Comenzó en 1960 su carrera artística en el tablao flamenco Zoco de Córdoba, regentado entonces por Antonio Romero. Su técnica la adquirió a través de las enseñanzas de tan importantes profesores de la época como Antonio el del Lunar, Arango, Fernando Ortiz, y de importantes tocaores como Ramón Montoya, Niño Ricardo, Sabicas, Juan Serrano, entre otros.
En 1962 fue el ganador del primer Premio de Acompañamiento en el Concurso de Jerez de la Frontera. A partir de este hecho, Rafael fue incorporándose a los espectáculos de la época, interviniendo en ellos con artistas de la talla de Juan Valderrama, Curro de Utrera, Enrique Montoya, Niña de Antequera y muchos más. Por este tiempo se incorporó en Barcelona a la disciplina del tablao flamenco La Macarena. Más tarde lo hizo en Madrid en los tablaos Arco de Cuchilleros y Duende, este último dirigido por Gitanillo de Triana y en el que compartió cartel con figuras como Manolo Caracol, Imperio Argentina o La Perla de Cádiz. 
En 1971 contrajo matrimonio con la internacional bailaora de flamenco Concha Calero. En 1972 ganó el primer Premio de Acompañamiento en la I Albolafia Flamenca de Córdoba. En los años siguientes realizó innumerables festivales flamencos en España y en numerosos países de Europa, América y África, trabajando en ellos con los mejores cantaores de flamenco de la época como lo son Fosforito, Antonio Mairena, Luis de Córdoba, Calixto Sánchez, Manuel Moreno El Pele, Naranjito de Triana, José Mercé y Enrique Morente. 
Ha trabajado con el Ballet Nacional de España, bajo la dirección de artistas como Antonio el bailarín, Pilar López o María Rosa. Ha recibido homenajes e insignias de oro de numerosas peñas flamencas, así como más de un centenar de placas de plata en reconocimiento a su labor en pro del flamenco. 
Cabe señalar su trabajo con el matemático y musicólogo francés afincado en Córdoba, Philippe Donnier, en la realización del Método de Guitarra, publicado por Gerald Billaudot editeur, en París. 
En 1972 Rafael y Concha crearon la Academia de Baile y Guitarra, alternando la enseñanza con actuaciones en el Zoco de Córdoba. La Academia de Merengue y Concha Calero obtuvo los primeros premios en el programa Gente Joven de TVE en 1981, 1982 y 1988. Merengue participó en los cursos internacionales de Guitarra Flamenca en Castres (Francia) durante los años 1980 a 1984. En 1985 asistió al I Curso Internacional de Guitarra de Ginebra (Suiza). Ha actuado en las ciudades más importantes de Francia, México, Holanda, Alemania, Italia, Reino Unido, Yugoslavia, Estados Unidos, Rusia, Marruecos, Túnez y Canadá, entre otros países 
Guitarrista oficial de innumerables concursos nacionales, entre los que destaca el de Córdoba, en los años 1968, 1971, 1974, 1977, 1980, 1983, 1986 y 1995. Guitarrista oficial del Concurso Nacional de Cante de las Minas en 1987 y 1988. La guitarra de Merengue de Córdoba ha acompañado las voces más importantes del flamenco de su época y a las más destacadas figuras del baile. Ha sonado junto con los mejores de una época y otra con artistas como Niño Ricardo, Melchor de Marchena, los Habichuela, Paco de Lucía, Manolo Sanlúcar, Victor Monge Serranito, Enrique de Melchor y un largo etcétera. Ha acompañado a innumerables cantaores en grabaciones de discos. 
Su actividad como profesional de la guitarra flamenca se ha visto completada con 20 años de enseñanza en su academia. De su trabajo como profesor han surgido importantísimos artistas de la guitarra flamenca. Entre ellos destacan algunos que han obtenido premios nacionales como Vicente Amigo, José Antonio Rodríguez, Manuel Silveria, Paco Serrano o Alberto Lucena.
El Ateneo de Córdoba le rindió homenaje en 1989 y le otorgó la Fiambrera de Plata. En 2004 volvió a tributarle un homenaje en Bodegas Campos, junto a Concha Calero, Luis de Córdoba y José Arrebola Rivera. 
En 2007, año de su retirada de los escenarios, recibió numerosos homenajes, destacando el de la cátedra de Flamencología de la Universidad de Córdoba y el tributado por la Peña Flamenca el Merengue con la Diputación Provincial en el Palacio de la Merced.